# Meine Welt ist die Musik
Albums de Mireille Mathieu
Die Welt ist schön Milord
(1994) Das Beste aus den Jahren 1977-87
(1998)
 Meine Welt ist die Musik est une compilation allemande de la chanteuse française Mireille Mathieu contenant 15 titres. Sur les 15 titres, 2 chansons sont de nouveaux morceaux enregistrés en 1998 : Mon amour et Die Sonne wartet schon.

## Chansons de la compilation
1. Meine Welt ist die Musik (Christian Bruhn/Georges Buschor)
2. Hinter den Kulissen von Paris (Christian Bruhn/Georges Buschor)
3. An einem Sonntag in Avignon (Christian Bruhn/Georges Buschor)
4. Es geht mir gut, Chéri (Christian Bruhn/Georges Buschor)
5. Akropolis Adieu (Christian Bruhn*Georges Buschor)
6. Roma, Roma, Roma (Christian Bruhn/Georges Buschor)
7. Ganz Paris ist ein Theater (Christian Bruhn/Georges Buschor)
8. Tarata-Ting, Tarata-Tong (Christian Bruhn/Georges Buschor)
9. Martin (Christian Bruhn/Georges Buschor)
10. Der Zar und das Mädchen (Besser frei wie ein Vogel zu leben) (Christian Bruhn/Georges Buschor)
11. La Paloma Ade (Christian Bruhn/Georges Buschor/Yradier)
12. Schau mich bitte nicht so an (Louiguy/Ralph Siegel/Hans Doll)
13. Die Welt ist schön, Milord (Marguerite Monnot/Ernst Bader/F. Salabert)
14. Die Sonne wartet schon (Joachim Horn-Bernges/Oliver Statz)
15. Mon amour (Joachim Horn-Bernges)